# Politiskt exponerad person
Politiskt exponerad person (politically exposed person, PEP) alternativt person i politiskt utsatt ställning är ett begrepp som förekommer i regelverken för penningtvätt. Begreppet PEP omfattar i huvudsak politiker på nationell nivå, högre ämbetsmän och deras familjemedlemmar. Sådana personer anses i högre grad än andra kunna bli inblandade i korruption och omfattas därför av strängare bestämmelser än andra gällande penningtvätt.
I regelverken för penningtvätt följer att finansiella aktörer ska ha ett riskbaserat förhållningssätt. Detta gäller också i fråga om åtgärderna för att identifiera en person i politiskt utsatt ställning (jfr rekommendation 12 och FATF Guidance Politically Exposed Persons s. 6–9). Såvitt Datainspektionen känner till så finns det ingen myndighet som tillhandahåller någon internationell PEP-databas.